# Ngân hàng Tái thiết Đức

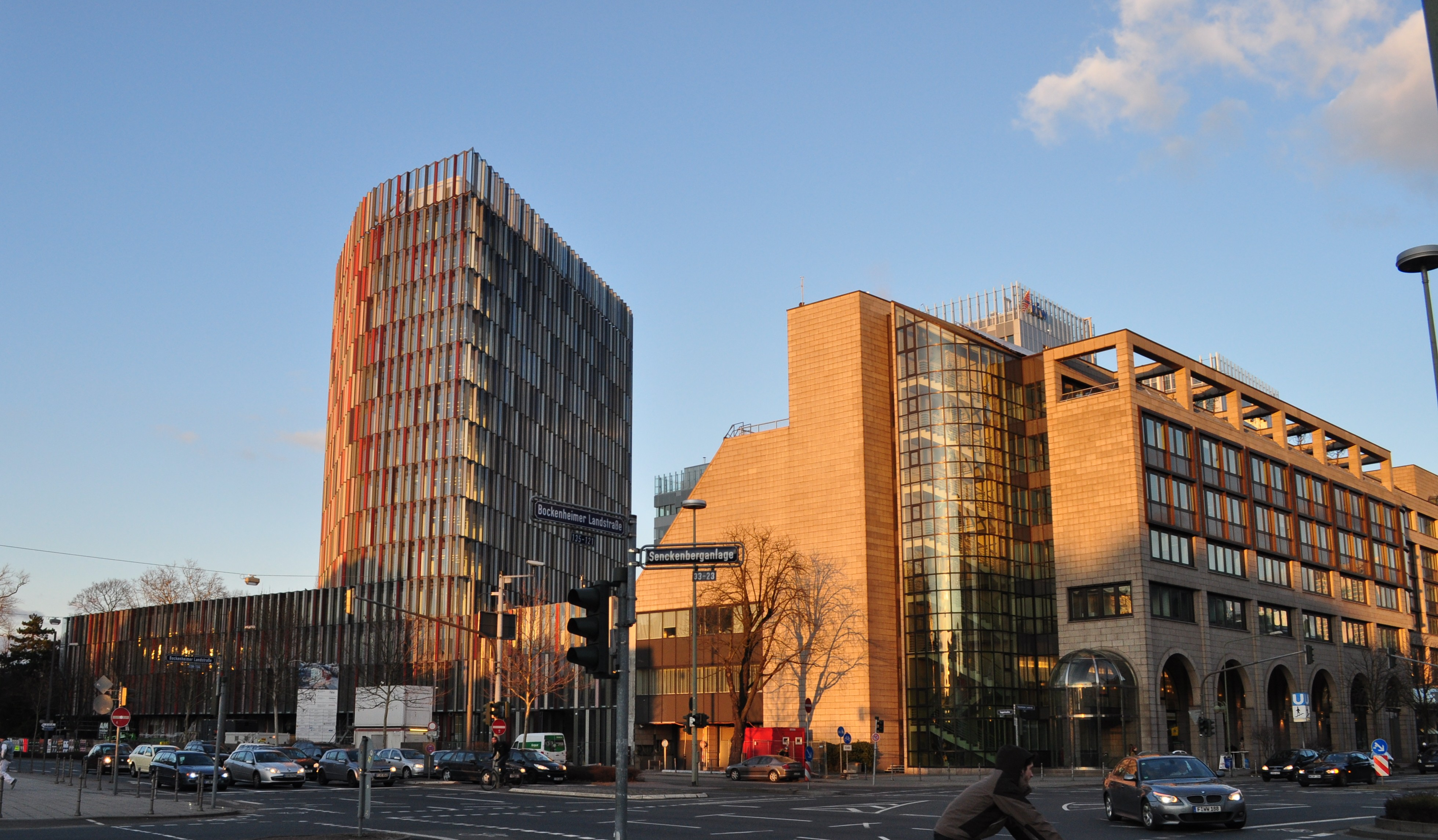
Văn phòng trung tâm của KfW

Ngân hàng Tái thiết Đức (tiếng Đức: Kreditanstalt für Wiederaufbau, viết tắt: KfW) là định chế tài chính quốc tế thuộc sở hữu chính phủ của Đức. Tập đoàn này được thành lập vào năm 1948 như một phần của Kế hoạch Marshall. Ban điều hành gồm sáu thành viên, còn Ban tư vấn gồm 37 thành viên. Luân phiên đứng đầu Ban tư vấn là Bộ trưởng Bộ Tài chính Đức và Bộ trưởng Bộ Các vấn đề kinh tế và Năng lượng. Tỉ lệ sở hữu giữa chính phủ liên bang và chính quyền các bang là 80:20.

## Hoạt động
Tập đoàn ngân hàng KfW huy động hơn 90% vốn từ thị trường vốn, chủ yếu là trái phiếu bảo lãnh bởi chính phủ liên bang, mang lại lợi thế khi cần tăng vốn. Ngân hàng này được miễn thuế thu nhập doanh nghiệp do có vị thế pháp lý là tổ chức công. Nguồn vốn huy động rẻ khiến KfW có khả năng cho vay với những mục đích được quy định trong luật lệ của KfW, với lãi suất thấp hơn lãi suất của ngân hàng thương mại. Tuy nhiên, KfW không được cạnh tranh với ngân hàng thương mại mà chỉ phát triển trong lãnh địa hoạt động của mình. KfW có ba đơn vị kinh doanh với các chức năng riêng biệt và có một vài công ty con.

### Nhà cửa và môi trường
Ngân hàng Xúc tiến KfW (KfW Förderbank) là đơn vị kinh doanh lớn nhất tập đoàn, chủ yếu tài trợ phát triển nhà ở và bảo vệ môi trường tại Đức. Đơn vị này hoạt động rất tích cực trong lĩnh vực xúc tiến phát triển nhà ở tiết kiệm năng lượng, cả nhà mới lẫn nhà cũ tân trang. Tiêu chuẩn về nhà ở tiết kiệm năng lượng KfW đã trở thành tiêu chuẩn chung ở Đức. Ngân hàng này khuyến khích phát triển quang năng (điện mặt trời) - loại hình năng lượng tái tạo được trợ giá gián tiếp rất cao nhờ biểu giá điện hỗ trợ do Luật Năng lượng tái tạo năm 2000 quy định. Ngân hàng cũng đầu tư vào cơ sở hạ tầng cộng đồng như giao thông công cộng và vệ sinh môi trường thông qua đơn vị cấp dưới là KfW Kommunalbank, thậm chí còn bắt đầu tham gia vào cho vay học sinh-sinh viên.

### Doanh nghiệp vừa và nhỏ
Ngân hàng dành cho Doanh nghiệp vừa và nhỏ KfW (KfW Mittelstandsbank) là đơn vị kinh doanh lớn thứ nhì trong tập đoàn, cung cấp tín dụng cho doanh nghiệp vừa và nhỏ ở Đức, bao gồm doanh nghiệp tư nhân và start-up. Trước khi khủng hoảng cho vay thế chấp dưới chuẩn diễn ra, Ngân hàng này từng rất tích cực trong nghiệp vụ chứng khoán hóa, mà thông qua đó giúp các ngân hàng thương mại chuyển rủi ro từ danh mục cho vay mua nhà và doanh nghiệp vừa và nhỏ ra thị trường vốn. Ngân hàng cũng cho vay các ngân hàng thương mại châu Âu để các ngân hàng này cho vay lại các doanh nghiệp vừa và nhỏ, cho vay mua nhà và xây dựng cơ sở hạ tầng. Vì thế, các khoản cho vay này còn được gọi là "cho vay toàn cầu".

### Hỗ trợ phát triển
Ngân hàng Phát triển KfW (KfW Entwicklungsbank) là đơn vị kinh doanh nhỏ nhất của KfW, cung cấp tài chính cho các chính phủ, doanh nghiệp công và ngân hàng thương mại tham gia vào lĩnh vực tài chính vi mô và hỗ trợ doanh nghiệp vừa và nhỏ tại các quốc gia đang phát triển. Các loại hình cho vay gồm: cho vay với lãi suất tiệm cận lãi suất thị trường bằng nguồn lực của bản thân ngân hàng ("cho vay xúc tiến"), cho vay bằng nguồn lực hỗn hợp của ngân hàng và ngân sách hỗ trợ phát triển của chính phủ liên bang ("cho vay phát triển"), cấp tín dụng ưu đãi bằng tiền ngân sách liên bang. Mỗi nhóm quốc gia được hưởng điều kiện vay khác nhau, chủ yếu tùy thuộc vào thu nhập bình quân đầu người của nước đó. Tất cả các loại hình cho vay này được gọi chung là "hỗ trợ phát triển".

#### Việt Nam
Ngân hàng Phát triển (EB) thoạt động tại Việt Nam từ năm 1991 và từ năm 2001, ngân hàng này mở Văn phòng đại diện tại Hà Nội. Trong 25 năm qua KfW đã tài trợ đầu tư cho Việt Nam khoảng 1 tỷ Euro. Hiện nay KfW đang quản lý 36 chương trình, dự án hợp tác tài chính ở Việt Nam.

### Tín dụng xuất nhập khẩu
Công ty con lớn nhất của tập đoàn là KfW IPEX-Bank, kinh doanh trong lĩnh vực tài trợ dự án và tài chính doanh nghiệp cho hoạt động xuất nhập khẩu ở Đức và châu Âu, đồng thời xúc tiến đầu tư nước ngoài tại Đức. Không giống với KfW, KfW IPEX-Bank cạnh tranh trực tiếp với các ngân hàng thương mại. Do bị Ủy ban châu Âu quan ngại là cạnh tranh bất bình đẳng nên công ty đã tách ra độc lập về mặt pháp lý và tài chính vào năm 2008. Lĩnh vực chính của công ty là hoạt động tại cảng, sân bay, cầu cống, đường có thu phí, đường sắt, tàu thủy, máy bay, viễn thông, năng lượng và chế tạo.
Một công ty con khác của tập đoàn là Công ty Đầu tư Đức (DEG), hoạt động cho vay công ty tư nhân đầu tư tại các nước đang phát triển. Công ty này có mô hình kinh doanh rất giống với Công ty Tài chính Quốc tế của Ngân hàng Thế giới. Lĩnh vực chính là ngân hàng, sản xuất nông nghiệp, năng lượng tái tạo, viễn thông và chế tạo.

## Giải thưởng
Tạp chí Global Finance xếp KfW vào vị trí ngân hàng an toàn nhất thế giới trong danh sách "50 ngân hàng an toàn nhất thế giới" năm 2017. Xếp hạng này dựa trên xếp hạng ngoại tệ dài hạn của hãng Fitch Ratings và Standard & Poor's, và xếp hạng tiền gửi dài hạn của Moody's.

## Chỉ trích

### Mất trắng tại IKB
Tại nhà băng doanh nghiệp trung IKB, KfW góp phần 10 tỷ Euro. Năm 2008 nhà băng này bị bán 90 % với giá khoảng 137 triệu Euro cho công ty đầu tư Lone Star.